# Кингзли, Мэтт
Мэ́ттью Ки́нгзли (англ. Matthew Kingsley; 30 сентября 1874 — 23 марта 1960) — английский футболист, вратарь. Выступал за клубы «Дарвен», «Ньюкасл Юнайтед», «Вест Хэм Юнайтед», «Куинз Парк Рейнджерс», «Барроу» и «Рочдейл», а также за национальную сборную Англии.

## Футбольная карьера
Уроженец Эджуорта (Ланкашир), Кингзли начал футбольную карьеру в клубах «Эджуорт» и «Тертон». В 1896 году стал игроком «Дарвена». Дебютировал за клуб 26 октября 1896 года в матче Второго дивизиона против «Лестер Фосс». Сыграл за команду 72 матча.
В 1898 году перешёл в «Ньюкасл Юнайтед». 3 сентября 1898 года дебютировал за клуб в матче против «Вулверхэмптон Уондерерс». Провёл в клубе шесть сезонов, сыграв 180 матчей в лиге.
Кингзли стал первым игроком в истории «Ньюкасл Юнайтед», сыгравшим за национальную сборную Англии. Это произошло 18 марта 1901 года на стадионе «Сент-Джеймс Парк» в Ньюкасл-апон-Тайне. В той игре англичане сыграли против сборной Уэльса, одержав победу со счётом 6:0.
В 1904 году перешёл в «Вест Хэм Юнайтед», где провёл один сезон. 17 марта 1905 года в матче против клуба «Брайтон энд Хоув Альбион» он пнул нападающего соперника Херберта Лайона, который был экс-игроком «молотобойцев». Это вызвало возмущение трибун и массовое выбегание зрителей на поле. Кингзли был удалён, а Лайона унесли с поля. После этого инцидента Кингзли покинул «Вест Хэм Юнайтед».
В сезоне 1905/06 выступал за «Куинз Парк Рейнджерс», а в следующем сезоне — за «Барроу». В 1907 году стал игроком «Рочдейл», где и завершил карьеру футболиста.

## Достижения
Сборная Англии
- Победитель Домашнего чемпионата: 1901

## Вне футбола
Во время Первой мировой войны служил в Корпусе королевских инженеров в качестве сапёра, однако ушёл из армии из-за ревматизма и ишиаса, обострившихся из-за климатических условий службы.